# 世界レディーススリークッション選手権大会
世界レディーススリークッション選手権大会は、UMB（世界ビリヤード連盟）が主催するスリークッションの女子世界大会である。

## 歴史
1999年にオランダで開催されたWorld Ladies 3-Cushion Masters、2002年にスペインで開催されたWorld Ladies 3-Cushion Challenge Cupを経て、2004年に第1回大会が開催される。World Ladies 3-Cushion MastersとWorld Ladies 3-Cushion Challenge Cupは世界選手権大会の前身という意味でプレ大会と呼ばれている。

## 歴代成績
| 回   | 開催年 | 開催国   | 優勝者     | 準優勝者 | 3位タイ            |
| ---- | ------ | -------- | ---------- | -------- | ------------------ |
| プレ | 1999   | オランダ | 肥田緒里恵 |          |                    |
| プレ | 2002   | スペイン | 肥田緒里恵 |          |                    |
| 1    | 2004   | スペイン | 肥田緒里恵 |          |                    |
| 2    | 2006   | オランダ | 肥田緒里恵 |          |                    |
| 3    | 2008   | トルコ   | 肥田緒里恵 |          |                    |
| 4    | 2012   | 日本     | 東内那津未 | 西本優子 | 福本綾香、林奈美子 |